# Caravonica
Camporosso (en ligur Karevònega o Cairònega) és un comune italià, situat a la regió de la Ligúria i a la província d'Imperia. El 2011 tenia 300 habitants.

## Geografia
Situat al costat dret de la vall del torrent Trexenda, compta amb una superfície de 4,47 km² i la frazione de San Bartolomeo d'Arzeno. Limita amb les comunes de Borgomaro, Cesio, Chiusanico i Pieve di Teco.